# Eleccions al Consell Insular de Mallorca de 2019
Les eleccions al Consell Insular de Mallorca de 2019 foren una cita electoral que se celebrà el 26 de maig de 2019 en el marc de les eleccions autonòmiques de les Illes Balears d'aquell any. Hi tenien dret de vot tots els ciutadans majors de 18 anys empadronats a Mallorca.

## Candidatures

### Candidatures presents al Consell Insular de Mallorca
| Partit                                       | Candidat                |
| -------------------------------------------- | ----------------------- |
| Partit Popular (PP)                          | Llorenç Galmés Verger   |
| Partit Socialista Obrer Espanyol (PSIB-PSOE) | Catalina Cladera Crespí |
| Més per Mallorca (MÉS)                       | Isabel Busquets Hidalgo |
| Podemos (PODEMOS-IU)                         | Aurora Ribot            |
| Proposta per les Illes (El PI)               | Francisca Mora Veny     |